# 541 ديبورا
ديبورا هو كوكب صغير رقم 541 الذي تم اكتشافه من قبل عالم الفلك ماكس ولف من مرصد هايدلبرغ وكان ذلك في 4 أغسطس من عام 1904 في ألمانيا.